# Monte Limbara
Monte Limbara este o arie protejată (arie specială de conservare — SAC, sit de importanță comunitară — SCI) din Italia întinsă pe o suprafață de 16.624 ha, integral pe uscat.

## Localizare
Centrul sitului Monte Limbara este situat la coordonatele 40°50′02″N 9°08′35″E / 40.833889°N 9.143056°E.

## Înființare
Situl Monte Limbara a fost declarat sit de importanță comunitară în septembrie 1995 pentru a proteja 3 specii de plante și 25 de specii de animale. Situl a fost protejat și ca arie specială de conservare în august 2019.

## Biodiversitate
Situată în ecoregiunea mediteraneană, aria protejată conține 17 habitate naturale: Pante stâncoase silicioase cu vegetație casmofită, Ape oligotrofe în general din solurile nisipoase vest-mediteraneene, cu un conținut foarte redus de minerale, cu Isoetes spp., Galerii și tufărișuri riverane sudice (Nerio-Tamaricetea și Securinegion tinctoriae), Păduri aluvionare cu Alnus glutinosa și Fraxinus excelsior (Alno-Padion, Alnion incanae, Salicion albae), Lande oro-mediteraneene cu formațiuni endemice de grozamă, Matorral arborescenți cu Juniperus spp., Ape stătătoare oligotrofe până la mezotrofe, cu vegetație de Littorelletea uniflorae și/sau de Isoëto-Nanojuncetea, Râuri mediteraneene cu debit permanent cu specii de Paspalo-Agrostidion și galerii riverane de Salix și de Populus alba, Păduri de Quercus suber, Dehesas cu Quercus spp. perene, Păduri de Quercus ilex și Quercus rotundifolia, Păduri de pin mediteraneene cu pini mezogeni endemici, Păduri mediteraneene de Taxus baccata, Pseudostepă cu ierburi și specii anuale de Thero-Brachypodietea, Galerii de Salix alba și de Populus alba, Păduri de Ilex aquifolium, Phrygana endemică cu Euphorbio-Verbascion.
La baza desemnării sitului se află mai multe specii protejate:
- plante (3): Carex panormitana, Linaria flava, Marsilea strigosa
- păsări (14): Alectoris barbara, fâsă-de-câmp (Anthus campestris), acvilă de munte (Aquila chrysaetos), erete de stuf (Circus aeruginosus), erete vânăt (Circus cyaneus), erete cenușiu (Circus pygargus), dumbrăveancă (Coracias garrulus), Falco eleonorae, șoim călător (Falco peregrinus), sfrâncioc roșiatic (Lanius collurio), ciocârlie de pădure (Lullula arborea), viespar (Pernis apivorus), Sylvia sarda, silvie de tufiș (Sylvia undata)
- amfibieni (1): Discoglossus sardus
- mamifere (3): muflon (Ovis aries musimon), liliacul mare cu potcoavă (Rhinolophus ferrumequinum), liliacul mic cu potcoavă (Rhinolophus hipposideros)
- nevertebrate (2): croitorul mare al stejarului (Cerambyx cerdo), Papilio hospiton
- pești (1): salmo cettii (Salmo cetti)
- reptile (4): țestoasa de baltă (Emys orbicularis), Euleptes europaea, țestoasă bănățeană (Testudo hermanni), Testudo marginata

Pe lângă speciile protejate, pe teritoriul sitului au mai fost identificate 76 de specii de plante, 74 de specii de păsări, 3 specii de amfibieni, 2 specii de nevertebrate, 6 specii de reptile.